# Terminologia Anatomica
Terminologia Anatomica (TA) (срп. Анатомска номенклатура) међународни је терминолошки стандард у хуманој (људској) анатомији, који је развијен и објављен 2008. године, од стране Савезне комисије за анатомску терминологију (енг. Federative Committee on Anatomical Terminology (FCAT)) и Међународне федерације удружења анатома (International Federation of Associations of Anatomists (IFAA)). Новообјављени стандард заменио је претходни стандард, медицински речник Nomina Anatomica.
Terminologia Histologica (TH) (срп. Хистолошка номенклатура) објављена је паралелно са ТА, исте године, као пратилац номенклатуре наведене у ТА. И ову номенклатуру развила је и преименовала Савезне комисије за анатомску терминологију (FCAT).
Новобјављене номенклатуре замениле су претходне номенклатуре (усвојену 1955. године у Паризу и ревидирану 1960. године). Први услови за израду ове номенклатуре објављени су у 1998. години. Након девет година рада Савезне комисије за анатомску терминологију објавила је ове номенклатуре након глобалног консензуса свих актера у области људске анатомије.
Terminologia Anatomica (TA), садржи терминолошке називе око 7.500 великих (макроскопских) анатомских структуре људског тела, Terminologia Histologica (TH) садржи терминолошке називе за покретне структуре, ткива и органа на микроскопском нивоу.
У књизи су објављени латински израз за сваку анатомску и хистолошку структуру и изрази који су у тренутној употреби у енглеском говорном подручју. Где правопис варира између Велике Британије и САД, енглески термин је означена малим троуглом, али само у Великој Британији (значење овог троугла није објашњено, иако се после неколико примера читаоцу постаје јасан разлог његовог навођења).
Уз ову књигу постоји ЦД-РОМ верзија која још више олакшава рад особама које се баве изучавањем анатомије и хистологије.

## Начин добијана анатомских назива
Анатомски називи кроз векове добијени су на један од следећих начина:
- На основу назива у стариме језицима — грчки и латински (нпр oesophagus)
- На основу дословних, буквалних описа — нпр. дванаестопалачно црево (лат. duodenum)
- Према функцијама — нпр. лат. m.levator scapulae
- На основу изгледа — нпр. лат. apendix vermiformis
- На основу положаја у телу — нпр. лат. mm. intercostalis
- Према имену особе: 
  - из митологије — нпр. лат. tendo calcaneus - Achillis
  - која је прва описала неку структуру — нпр. лат. circulus arteriosus cerebri - Willisi